# Кастро, Ариэль
Ариэ́ль Ка́стро (англ. Ariel Castro; 10 июля 1960, Кливленд, Огайо — 3 сентября 2013, Ориент, Огайо) — американский преступник, признанный виновным в похищении, незаконном многолетнем удерживании и регулярном изнасиловании трёх женщин — Аманды Берри (англ. Amanda Berry), Джины Дехесус (англ. Gina DeJesus) и Мишель Найт (англ. Michelle Knight), — а также пятикратном убийстве неродившихся детей путём жестокого избиения одной из забеременевших от него пленниц (Найт). Во время пребывания в плену у Кастро Аманда Берри родила от него дочь.
Конец заточению Берри, Дехесус и Найт положили соседи Кастро. 6 мая 2013 года, услышав крики женщин о помощи в тот момент, когда Кастро не было дома, они помогли выбраться на свободу Аманде Берри, после чего та вызвала полицию. Кастро скрылся, но вскоре был найден и арестован.

## Биография
Биография Кастро была восстановлена после ареста. Кастро работал водителем школьного автобуса. Был несколько раз женат, последняя жена ушла от него в 1996 году из-за того, что он её избивал. У него были дети. После смерти своего отца он прекратил общение со своими родственниками. В 2004 году он написал письмо, в котором признался во всех содеянных преступлениях. В нём он написал, что в детстве сам был изнасилован. Также он писал о том, что планирует совершить самоубийство. Это письмо он никому не отправил, и при обыске его нашла полиция.

## Похищения
Первой похищенной стала Мишель Найт. 23 августа 2002 года она исчезла после ухода из дома своего двоюродного брата. Ей был 21 год. В этот день она должна была прийти в суд, где решался вопрос об опеке над её сыном. В этот же день её похитил Кастро. После её освобождения из плена полиция призналась, что не особо занималась её исчезновением, так как было сочтено, что она взрослая и сама сбежала с целью избежать неприятного суда. За это полиция и ФБР были подвергнуты критике; в ответ последние утверждают, что это никак не повлияло бы на её спасение. Её мать искала свою дочь, один раз ей показалось, что она видела её с пожилым человеком в торговом центре в Кливленде. По имеющимся данным (подтверждены бабушкой Мишель), вероятно, потребуется операция на лице ввиду повреждений, нанесённых ей в плену. Она также потеряла слух на одно ухо. Найт отказалась от приёма посетителей в больнице, но поблагодарила всех за все присланные цветы и пожелания здоровья.
Аманда Мария Берри пропала без вести 21 апреля 2003 года, за день до своего 17-летия. Путём обмана Кастро похитил её. Первоначально ФБР предположило, что Аманда сбежала из дома, но через неделю после её исчезновения оно изменило своё мнение, когда неизвестный мужчина позвонил по мобильному Аманды её матери и сказал, чтобы она не беспокоилась. Мать Аманды Берри Луана Миллер искала дочь в течение трёх лет до своей смерти в 2006 году от сердечной недостаточности. Поиски Аманды шли очень активно. Её показали в программе America’s Most Wanted, также один раз о ней делала передачу Опра Уинфри. По данным полиции, Аманда Берри родила дочь 25 декабря 2006 года в доме Кастро. Тот потребовал от Найт оказать роженице первую помощь. В случае смерти ребёнка он пообещал, что убьёт Найт. Берри рожала в маленьком надувном наполненном бассейне. При родах девочка чуть не умерла, но Найт смогла спасти её. Изредка Кастро брал свою дочь и выводил её из дома. ДНК-тест и признания Кастро во время допроса подтверждают, что Кастро является биологическим отцом ребёнка. Ребёнок называет его «папа».
Джорджина «Джина» Линн Дехесус пропала без вести в 14 лет. Последний раз её видели в телефонной будке около 3 часов дня 2 апреля 2004 года по дороге домой из средней школы, где она училась. Она была подругой дочери Кастро — Арлин. Обманным путём Кастро заманил девочку к себе в дом. Берри и Дехесус пропали, по некоторым данным, в одном квартале, по другим данным — в разных. ФБР активно искало девочку, спустя год были даже составлены фоторобот и словесный портрет подозреваемого. Один раз Кастро участвовал в массовых общественных поисках пропавшей. Полиция не закрывала дела, предлагая 25 000 долларов за информацию.

## Освобождение заложниц
6 мая 2013 года сосед Анхель Кордеро услышал крики женщин из дома Кастро. Самого Ариэля в этот момент дома не было. Кордеро подошёл к месту их заключения, но не знал, что делать, так как плохо говорил по-английски. Другой сосед, Чарльз Рэмси, вскоре присоединился к Кордеро, и вдвоём они сломали железную дверь в дом. Как впоследствии выяснилось, Берри сказала Рэмси, что она и её ребенок держались в доме против её воли. Берри с маленькой дочерью вылезли из дыры, образовавшейся внизу двери (саму дверь сломать не удалось). Она пошла в дом Кордеро и вызвала полицию. Вскоре полиция вломилась в дом Кастро. Все четверо были срочно госпитализированы.

## Арест
В тот же день Кастро был арестован во время обеда в «McDonald’s». Он уже знал, что его дом обыскали, и планировал скрыться. Согласно полицейским источникам, во время допроса Ариэль Кастро описал каждое похищение в мельчайших подробностях вплоть до одежды, которую он носил. Кастро заявил, что знал о том, что будет пойман, так как у него не было плана побега из города. При допросе Кастро вёл себя нагло. На допросах Кастро сообщил многие подробности дела. Так, он сказал, что держал женщин в разных комнатах. Они редко, но иногда общались друг с другом. Он держал их на цепи.
На следствии Кастро во всём сознался, но ни в чём не раскаялся и сказал, что жалеет лишь о том, что его поймали. Также он сказал, что в его жилах течёт «холодная» кровь. За его камерой должны были следить 24 часа, чтобы он не покончил с собой.

## Суд и приговор
9 мая 2013 года Кастро был доставлен в суд. Залог для освобождения был определён так: по 2 млн $ за каждое похищение, и ещё 2 млн $ по совокупности других преступлений. Кастро остался под стражей. Также были арестованы два брата Кастро, Педро и Онил, но вскоре они были отпущены за непричастностью к преступлению.
Энджи Грегг, дочь Кастро от первого брака, сказала, что больше никогда не будет с ним общаться и испытывает к нему отвращение. Полиция сообщила, что собрала в доме Кастро около 200 улик, подтверждающих его вину.
Прокурор Огайо Тим Макгинти был настроен очень решительно по обвинению к Кастро и собирался просить смертной казни за убийство неродившихся детей:
Я намерен добиваться наказания по каждому из эпизодов: за каждое изнасилование, за каждый день заточения заложниц, за каждый случай просто плохого к ним отношения, за убийства путём прерывания беременностей — за все издевательства, которым он подвергал женщин на протяжении всех этих десяти лет. <…> Этот похититель детей устроил частную тюрьму с пыточной камерой у нас под носом, в центре нашего города.
Суд над Кастро прошёл очень быстро, и уже в августе 2013 года Кастро был приговорён к пожизненному заключению и 1000 годам тюрьмы без права досрочного освобождения, и содержался в одиночной камере тюрьмы города Ориент, в штате Огайо. Перед приговором судья сказал, что людям, которые берут в рабство других людей, нет места на земле. Дело было завершено быстро — Кастро пошёл на сделку со следствием в обмен на отказ от смертной казни. В своём последнем слове он попросил прощения у жертв и сказал:
Я не чудовище, я больной. Я уверен, что моё пристрастие к порнографии лишило меня самоконтроля и я просто не понимал, что то, что я делаю, это плохо.
Ариэль Кастро повесился в тюрьме в штате Огайо, хотя охрана тюрьмы проверяла камеру каждые 30 минут. Врачи пытались реанимировать Кастро, однако им это не удалось.

## В массовой культуре
- Художественный фильм режиссёра Алекса Калимниоса «Кливлендские пленницы[англ.]» (англ. Cleveland Abduction, США, 2015).